# Конгрес у Ахену
Конгрес у Ахену одржан је од 30. септембра до 21. новембра 1818. године. Представља први конгрес Свете алијансе, а сазван је како би се решило питање окупације Француске након Наполеонових ратова.

## Увод
Након Наполеоновог пораза у бици код Ватерлоа (20. новембар 1815) закључен је Други париски мир. Како би се постигла равнотежа између земаља победница и спречили будући револуционарни покрети, победнице су створиле Свету алијансу. Алијанса је располагала својом војском, а задатак јој је био да одржава политичку карту успостављену на Бечком конгресу. Већ септембра 1815. године руски цар Александар Романов навео је аустријског цара и краљеве Пруске и Француске да потпишу декларације о начелима којима се суверени проглашавају надахнути Светим Тројством и обавезују да братски помажу један другом као чланови исте "хришћанске породице". Сама Алијанса настала је потписивањем савеза "четири велике силе" (Аустрија, Русија, Пруска и Велика Британија) 20. новембра 1815. године у Паризу. Тиме је обновљен Шомонски пакт од 9. марта 1814. године. Циљеви Алијансе су следећи: надзирање револуционара свих врста, сшречавање њихових завера, спречавање Француске да се упусти у нову авантуру сличну оној из 1815. године, препустити Енглеској потпуно господарење над морима, спречавање ширења Русије ка западу. Чим неки од ових принципа буде угрожен, предвиђано је сазивање конгреса.

## Конгрес
Повод за сазивање конгреса у Ахену била је несносна ситуација у Француској. Војна окупација, која је уследила као последица пораза код Ватерлоа, изазивала је у Француској све већи покрет отпора. Главни циљ војне окупације Француске било је обезбеђење плаћања ратне одштете од 700 милиона франака. Министар председник, војвода од Ришељеа, тачно се придржавао рокова за плаћање. Тиме је требало придодати и трошкове петогодишњег задржавања трупа на француској територији који износе 150 милиона годишње. И они су редовно плаћани. Да би се размотрило питање колико је опасно даље задржавати трупе у Француској, сазван је конгрес у Ахену 30. септембра 1818. године. Француска је позвана да пошаље свог претходника. Луј XVIII је послао војводу Ришељеа који је двадесет година живео у Русији где је био гувернер Одесе. Ришеље је био добар дипломата и успео је да убеди Александра да да предлог да се трупе евакуишу из Француске. Аустрија је одбацила предлог о закључењу свеобухватног савеза и аутоматској интервенцији на територији било које силе у случају револуционарних немира. Конгрес није донео одлуке по питању спорова између појединих чланова Немачке конфедерације, сукоба Шпаније и Португала, рата Шпаније са њеним америчким колонијама и сузбијања трговине црнцима.

## Учесници
- Франц II
- Александар I Романов
- Фридрих Вилхелм III
- Артур Велсли, војвода од Велингтона
- Клеменс фон Метерних
- Јоанис Каподистријас
- Карл Неселрод
- Карл Август фон Харденберг
- Арман Емануел де Вињерот ди Плезис, војвода од Ришељеа